# 锡安山
錫安山（Har Tsiyyon），舊譯郇山，天主教聖經汉语译本译作熙雍，是耶路撒冷老城南部一座山的名稱。這個詞在《希伯來聖經》中首先用於大衛城（《歷代志下》第5章第2节参；《歷代志下》第11章第5节参；《撒母耳記下》第5章第7节参；《列王紀上》第8章第1节参）、後來用於聖殿山、現在被用作古代耶路撒冷西山的名字。 這個名稱經常用來借代耶路撒冷全城和以色列全地，經常簡稱為“錫安”。 
今天，在錫安山上的名勝有圣母升天修道院、大衛墓、馬可樓等。

## 另見
- 錫安

## 外部連結
- City of David （页面存档备份，存于）